# District de Montignac
Le district de Montignac est une ancienne division administrative française du département de la Dordogne de 1790 à 1795.
Il était composé des cantons du  Bugne, de Montignac, la Bachellerie, la Cassagne, Rouffignac, Terrassonet Thenon.